# اشلی بلو
اشلی بلو (انگلیسی: Ashley Blue، ۸ ژوئیه ۱۹۸۱ در کالیفرنیا) بازیگر فیلمهای پورنو اهل ایالات متحده آمریکا است. زادنام وی اوریانا اسمال بود.